# Dom towarowy Brandejs
Dom towarowy Brandejs (cz. Obchodní dům Brandejs, także: Obchodní dům U Sedláků) – modernistyczny dom towarowy zlokalizowany w Pradze na narożniku ulic Provaznické i Havířské. Reprezentuje tzw. styl okrętowy.
Obiekt powstał w latach 1929–1932 według projektu niemieckiego architekta z Pragi – Adolfa Foehra. Twórca inspirował się podczas projektowania ekspresjonistycznymi dokonaniami Ericha Mendelsohna. Charakterystyczny dla budynku jest półokrągły, wystający ryzalit, na którego szczycie umieszczono jedną dodatkową kondygnację formalnie przywodzącą na myśl mostek kapitański na statku. Elewacja zdominowana jest przez horyzontalne, naprzemiennie biegnące pasy szkła i białego tynku.